# ميلوت
ميلوت هي مدينة من مدن هايتي. تقع على بعد 12 ميلاً جنوباً من كاب هايتيان.